# بجگی
بجگی، روستایی از توابع بخش جبالبارز شهرستان جیرفت در استان کرمان ایران است.

## جمعیت
این روستا در دهستان سغدر قرار دارد و براساس سرشماری مرکز آمار ایران در سال ۱۳۸۵، جمعیت آن زیر سه خانوار بوده‌است.